# Beneficiamento de tecidos
Beneficiamento de tecidos significa, de uma maneira geral, todos os processos a que um tecido é submetido após o tear, e tem como finalidade melhorar as características visuais e de toque do material têxtil, além de poder dar algumas características específicas ao mesmo.
Basicamente inclui os processos de preparação (alvejamento, purga e desengomagem), tingimento ou estampagem, acabamento, além de processos especiais.

## Preparação
Os artigos têxteis devem ser cuidadosamente preparados antes de iniciar o tingimento ou a estampagem. Estes passam por um processo inicial chamado de preparação ou pré-tratamento, que tem como objetivo eliminar todas as impurezas do substrato (tecido), tais impurezas são: as ceras, as pectinas naturais, os óleos lubrificantes, as parafinas, as gomas etc. Estas impurezas podem ser tanto naturais como artificiais.
Os tecidos chegam no beneficiamento em cru. São então submetidos tanto a processos químicos como físicos dependo do tipo de fibra e tipo de produto final que se quer ter.
Pode ser feito em processos contínuos em máquinas integradas ou em máquinas separadas, cada processo individualmente.

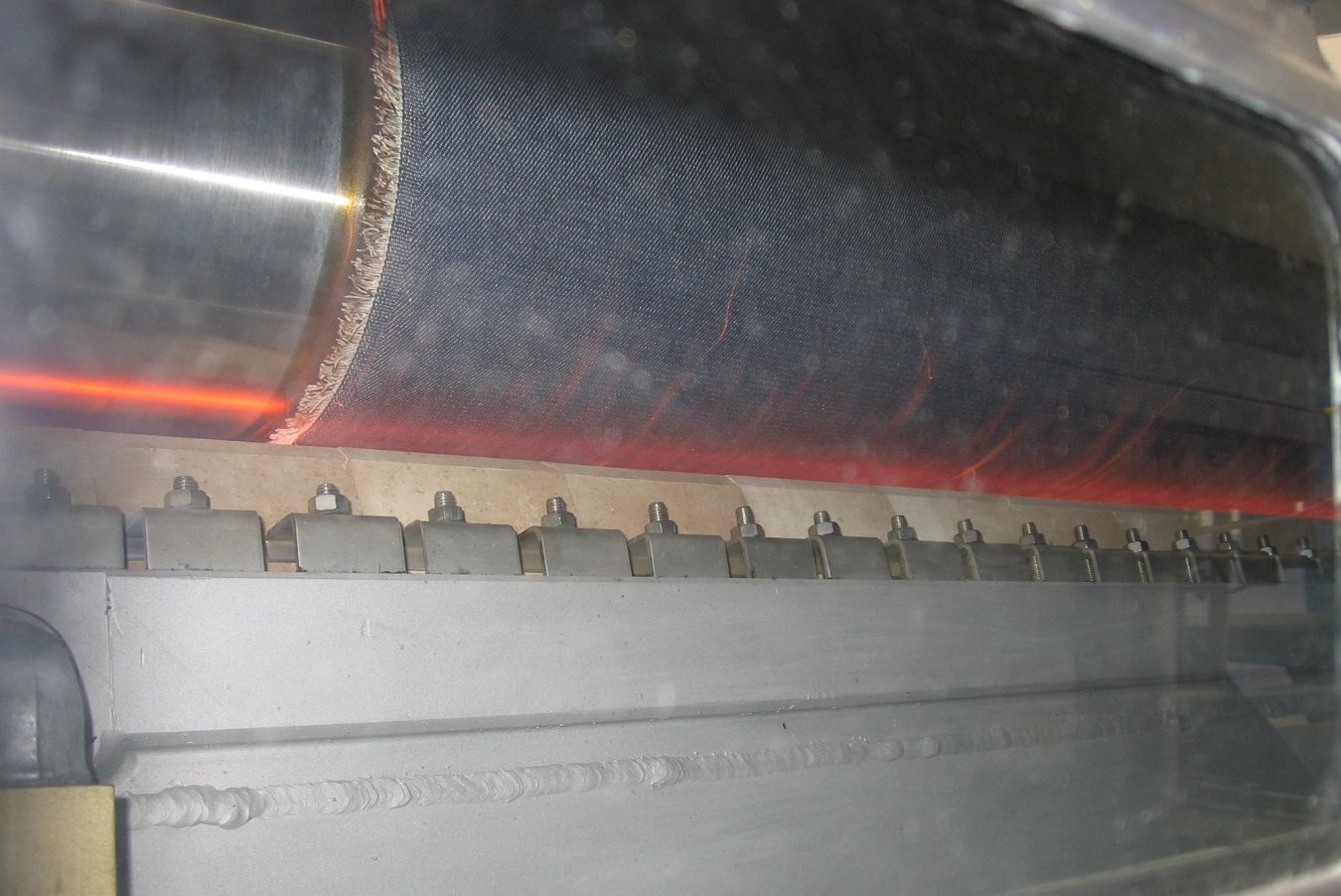
Chamuscagem

### Chamuscagem
Processo seco em que o tecido passa por chamas para queima de fibrilas e pequenas sujeiras. Melhora a aparência visual e o toque do tecido pela eliminação de partículas que estão sobre a sua face.
Dependendo do tecido, da fibra de sua construção e do seu peso a chama pode ser mais ou menos intensa, de apenas um lado do tecido ou de ambos os lados.
Processo realizado em máquinas Chamuscadeira, que possui dois ou quatro queimadores, cor bonita e relevante.

### DesengomagemAlguns tipos de fios precisam ser engomados antes da tecelagem para melhorarem o seu rendimento nos teares, essa goma precisa ser retirada para a realização do tratamento do tecido, pois formam uma película protetora ao redor dos fios dificultando a entrada dos produtos químicos nas fibras. O processo de desengomagem depende diretamente de qual goma foi aplicada aos fios, porém todos processos se caracterizam pela adição deáguaquente ouvapor de águapressurizado.
Tais gomas podem ser à base de amido, PVA, acrílatos ou éteres de celulose. Pode-se eliminar as gomas através dos seguintes métodos:
Desengomagem enzimáticaProcesso biológico de eliminação de goma de amido (milho, mandioca, etc) por enzimas. Este processo somente é utilizado nos casos de gomas insolúveis, e normalmente utilizam-se enzimas alfa-amilase. A enzima provoca a quebra da cadeia do amido tornando-o solúvel.
Desengomagem oxidativaProcesso químico de eliminação tanto de gomas como de todas as impurezas presentes no tecido. A desengomagem oxidativa tende a fazer três processos: desengomar, purgar e alvejar o tecido simultaneamente.
O tecido é impregnado numa receita de alvejamento oxidativo a fim de limpar a fibra.

### Purga
Processo também conhecido como cozinhamento, visa eliminar as gorduras, ceras, resinas e demais impurezas naturais do algodão ou fibras naturais, no caso de fibras sintéticas, a purga tem como objetivo eliminar as parafinas e óleos de encimagem, adicionados a esta durante o processo de fiação e tecelagem.
O principal objetivo da purga é oferecer ao substrato hidrofilidade suficiente para que este possa ser processado no beneficiamento. Tanto fibras naturais como sintéticas são submetidas a este processo. É constituído normalmente de aplicação de um detergente e de um emulgador em meio alcalino.

### Branqueamento
Processo de branqueamento das fibras do tecido, especialmente em fibras naturais que tem uma coloração amarelada e com muita variação. São aplicados produtos químicos alvejantes como Peróxido de hidrogênio, Hipoclorito de sódio ou clorito de sódio que reagem com a fibra. O processo de reação pode ser acelerado com a adição de vapor.  Preparando o aspecto do material para processos subsequentes de branqueamento óptico, tingimento ou estampagem.
É necessária uma lavação posterior para remoção dos produtos químicos.

### Branqueamento óptico
O substrato têxtil mesmo após o alvejamento, tem como tendência refletir uma coloração amarelada. Existe o processo de branqueamento por meio óptico onde é aplicado um produto que reflita raios azulados e avioletados que combatem o tom amarelado dando a impressão de um branco mais branco.  
Os branqueadores ópticos proporcionam reflexão por fluorescência na região de 430 a 440 nm quando submetidos a luz ultravioleta, a chamada luz negra, muito freqüente em casas noturnas.
Este tingimento é realizado a quente, por meio chamado esgotamento, em que o corante branco é esgotado no banho de tingimento pelo tecido.

### Mercerização
Foi criada por John Mercer em 1848. Consiste na aplicação a frio de soda cáustica concentrada - hidróxido de sódio (NaOH - 27º a 32º Bé) sobre o tecido de algodão sob tensão. A soda cáustica reage com a celulose das fibras de algodão causando um intumescimento da fibra, deixando-a com um perfil mais redondo, e diminuindo as zonas amorfas da celulose, o resultado final é uma melhor hidrofilidade da fibra, uma aparência mais lustrosa e um toque mais macio no tecido. O tempo de reação da soda cáustica no tecido varia entre 25 e 50 segundos, posteriormente o tecido precisa ser lavado e preferencialmente neutralizado através de um banho de ácido, sempre sob tensão, para que saia com um pH o mais próximo do neutro, não interferindo em processos posteriores e evitando irritação no toque à pele.

## Tingimento e Estampagem
O tecido pode ser somente tingido, somente estampado ou pode passar pelos dois processos.
Não passam por essa fase tecidos construídos com fios tintos e tecidos de cor branca.
Estas técnicas proporcionam cor aos substratos mediante corantes e pigmentos por uma seleção de acordo com exigência ou finalidade em questão.
Corantesutilizados em tinturaria, são solúveis ou dispersáveis no meio. No tingimento são absorvidos e se difundem para o interior da fibra. Há interações físico-químicas entre corante e fibra.
Pigmentosutilizados em estamparia, são insolúveis em meio, são aplicados e fixados por meio de resinas sintéticas (pastas de estampar).

### Estampagem
Processo de coloração apenas na face do tecido, podendo fazer uma cor lisa ou desenhos. O primeiro processo e mais tradicional é conhecido como Silk-screen, onde são feitos quadros com um tecido fino gravada a figura para cada cor a ser estampada, e a aplicação é feita com o tecido junto ao lado externo do quadro e a pasta de corante é passada do lado interno, somente o corante que passa pela gravação atinge o tecido. O tamanho do quadro depende do tamanho do motivo a ser estampado.
Posteriormente foi desenvolvido o processo de estamparia rotativa, que substitui os quadros com a gravação por cilindros com gravação, a pasta de corantes é aplicada no centro do cilindro e o tecido passa de forma contínua, dando uma maior produção. O tamanho da figura estampada é limitada ao tamanho da circunferência do cilindro rotativo.
Para tecidos sintéticos é possível estampar com um processo de transfer, que consiste em um papel especial com os motivos a ser estampado ser aquecido e entrar em contato com a face do tecido, transferindo seu desenho para o tecido.

## Acabamento
Processos finais para melhorar a estrutura dimensional do tecido e sua aparência, deixando-o pronto para o uso final.

### Flanelar, Navalhar, Lixar, Escovar
Processos mecânicos realizados na face do tecido para alterar suas características físicas para usos especiais.
Flanelar: O tecido é construído com fios mais grossos passando em uma de suas faces, esses fios sofrem a ação de atrito de guarnições em movimento levantando suas fibras, dando um toque de pelúcia.
Navalhar: Usado especialmente em tecido de felpa (atoalhados), em que navalhas circulares (facas) e giratórias passam tocando o tecido, fazendo que a felpa que originalmente faz uma volta seja cortada deixando todos os fios com as pontas cortadas na mesma direção.
Lixar: O tecido passa em contato em cilindros giratório em alta velocidade recobertos com lixa, criando no tecido um aspecto de toque chamado ‘pele de pêssego’. Pode ser feito em uma face do tecido ou nas duas faces. Escovar: é como se estivesse penteando as fibras para separa-las antes de elas se transformarem em panos.

### Ramagem
Processo em que os tecidos podem ser presos pelas laterais por morsetes ou passados por cilindros aquecidos, o objetivo é estabilidade dimensional dos tecidos que vieram do processo de tecelagem ou cardagem no caso de feltros agulhados. Ao ser submetido ao processo de ramagem ou termofixação o tecido encolhe principalmente no sentido tranversal  até um estagio mais estável, esse processo também serve para secagem e controle de largura. No caso de ramas aquecidas por chamas o tecido não tem nenhum contato com o meio, a temperatura por si só é o suficiente para o encolhimento ou estabilização, já quando são utilizados cilindros aquecidos, existe um contato entre o cilindro e uma face do tecido.
O processo de termofixação é realizado em tecidos de fibras sintéticas (termoplásticas) para orientação dos polímeros nas fibras, fazendo que os fios se estabilizem na maneira em que se encontram na ligação do tecido, fixando a estrutura dimensional do mesmo (largura, gramatura).

### Sanforização
Processo de encolhimento mecânico do tecido no sentido do urdume (comprimento). Durante a construção dos tecidos os fios estão tensionados, fazendo que o tecido construído também saia da mesma forma tensionada, e um tecido confeccionado dessa maneira sofre grandes encolhimento durante a lavagem caseira, dessa maneira, por exemplo, seria necessário comprar uma calça maior que o tamanho da pessoa, para após a lavagem ela servir. Para evitar esse transtorno e as lojas poderem vender as peças de confecção pronta para o uso o tecido precisa ser encolhido antes de ser confeccionado. A Sanforizadeira consiste em uma máquina que faz esse encolhimento no sentido do urdume do tecido. Dependendo do tecido pode entrar na máquina 100 metros e sair 85 metros, por esse motivo teve sua popularização dificultada no começo de sua comercialização, devido aos industriais pensarem que estavam perdendo produção, onde passariam a vender menos metros de tecido e ganhariam menos dinheiro. Diminuindo o comprimento do tecido e mantendo a sua largura consequentemente sua gramatura (peso por m²) aumenta. Processo comum em tecidos de algodão.

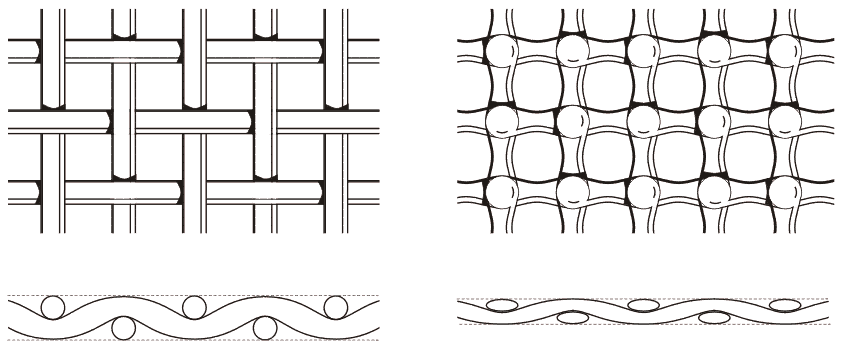
Tecido Calandrado

### Calandragem
Processo em que o tecido passa entre cilindros sendo espremidos com alta pressão e com alta temperatura interna, achatando a sua superfície e como resultado dando uma maior reflexão da luz, resultando em um maior brilho além de melhor toque ao tecido.
Uma Calandra têxtil pode ter cilindros com superfície metálica ou de papelão. Em filtração industrial o processo de calandragem tem por objetivo diminuir a permeabilidade do tecido, a diminuição dos poros se dá pelo esmagamento do fios, que após achatado passa a ter uma espessura e área filtrantes menores, o objetivo sempre é dificultar a passagem de sólidos e purificação máxima da parte líquida.